# Port-Rhu

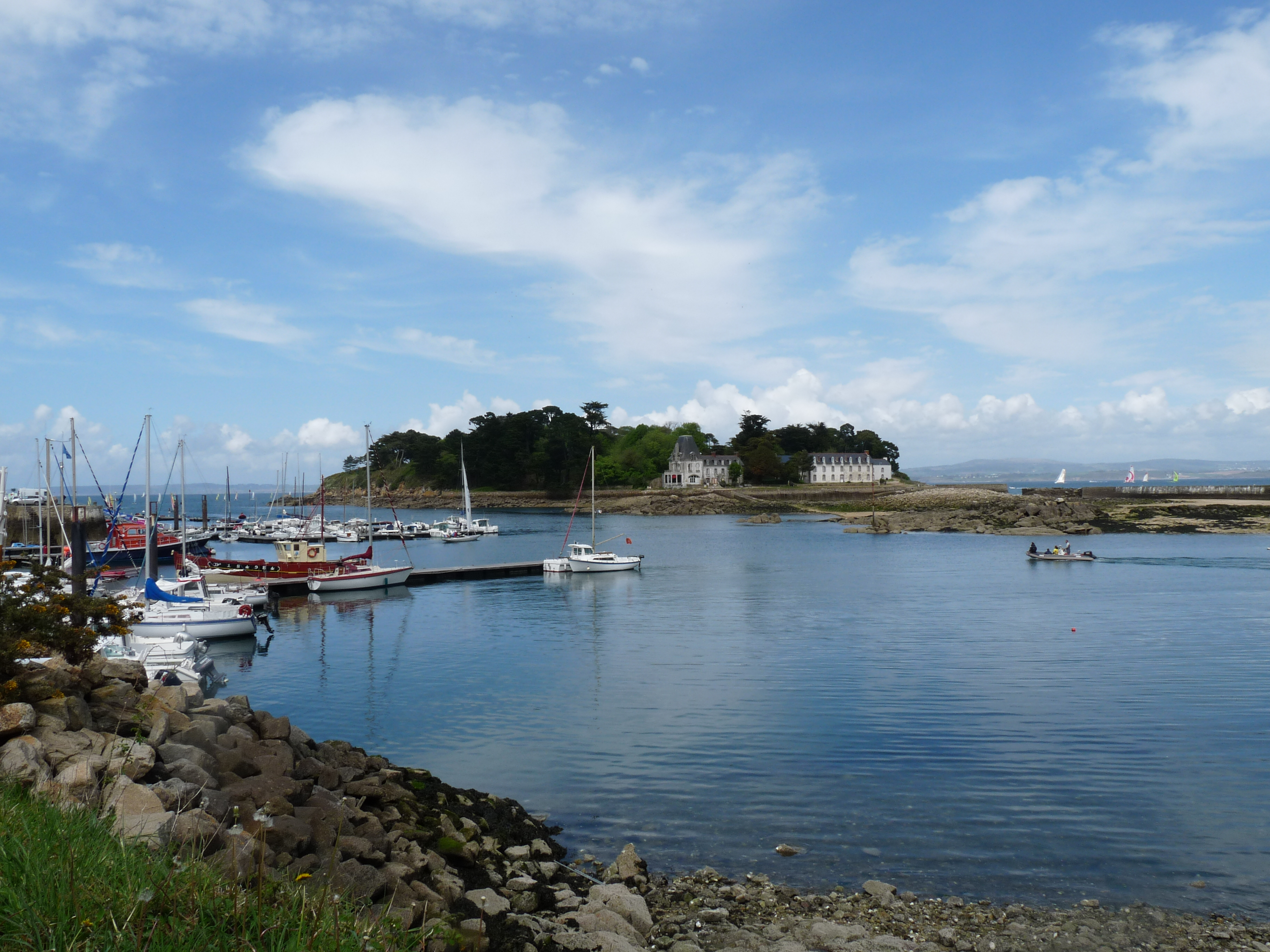
L'entrée du port, protégée par l'île Tristan.

Le Port-Rhu est l'ancien port de cabotage de Douarnenez. Occupant l'aber de la « rivière de Pouldavid », il est protégé par l'île Tristan.

## Étymologie
Longtemps connu sous le nom de « rivière de Pouldavid », cette ria est dénommée à partir du XIXe siècle Porzh Rhu (« Port-Rhu »), c'est-à-dire « Port rouge » en français, probablement à cause de la couleur de l'eau (due aux rejets de sang provenant de l'abattoir, qui a fonctionné là jusqu'en 1974). Mais cette étymologie est contestée, certains voulant voir dans ce nom les traces du massacre d'une révolte, d'autres pensant à Porzh ru (« Port du ruisseau » en français) tout simplement, ou encore la couleur ocre du ruissellement du liquide de tannage depuis la place de l'Enfer.

## Histoire
Les quais du Port-Rhu ont été construits dans la seconde moitié du XIXe siècle, comme ceux du Rosmeur, actuel port de pêche de Douarnenez. Ils s'étendent sur la rive droite de la rivière et dans l'anse de l'Enfer, comblée en 1901, qui fut le centre de l'activité commerciale de la sardine pressée et conditionnée en baril, puis des conserveries à partir de 1870. L'arrivée du train dans l'ancienne commune voisine de Tréboul et la construction du pont métallique freinera quelque peu le trafic portuaire de la marine marchande à voile.
L'essor des conserveries sardinières dynamise aussi le commerce du sel et de l'huile, du bois pour les barriques et la construction des chaloupes sardinières par des petits chantiers locaux de charpenterie de marine, mais aussi de la rogue, provenant de Norvège et servant d'appât aux pêcheurs locaux.

## Activités actuelles

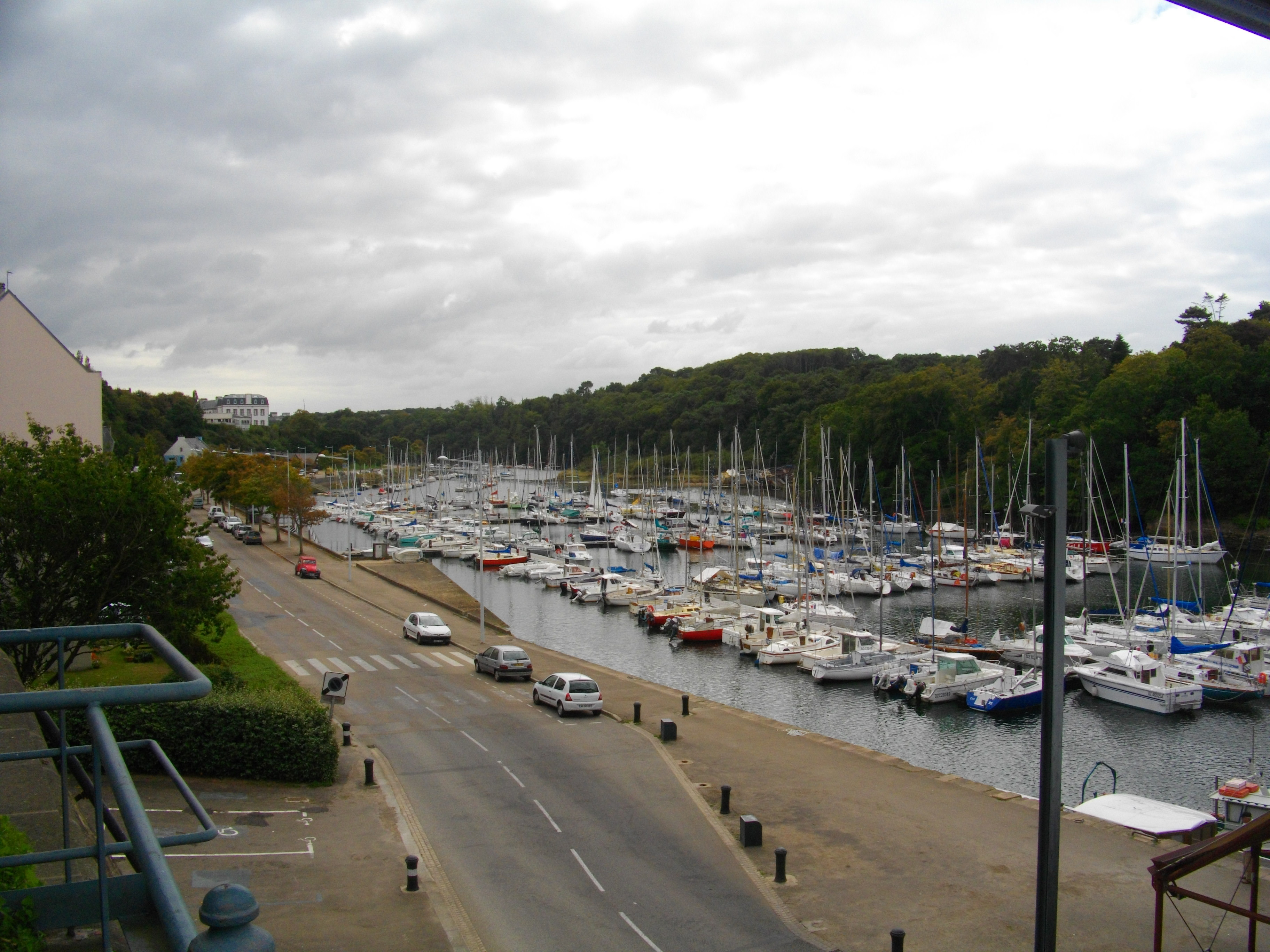
Port de plaisance en amont du viaduc.

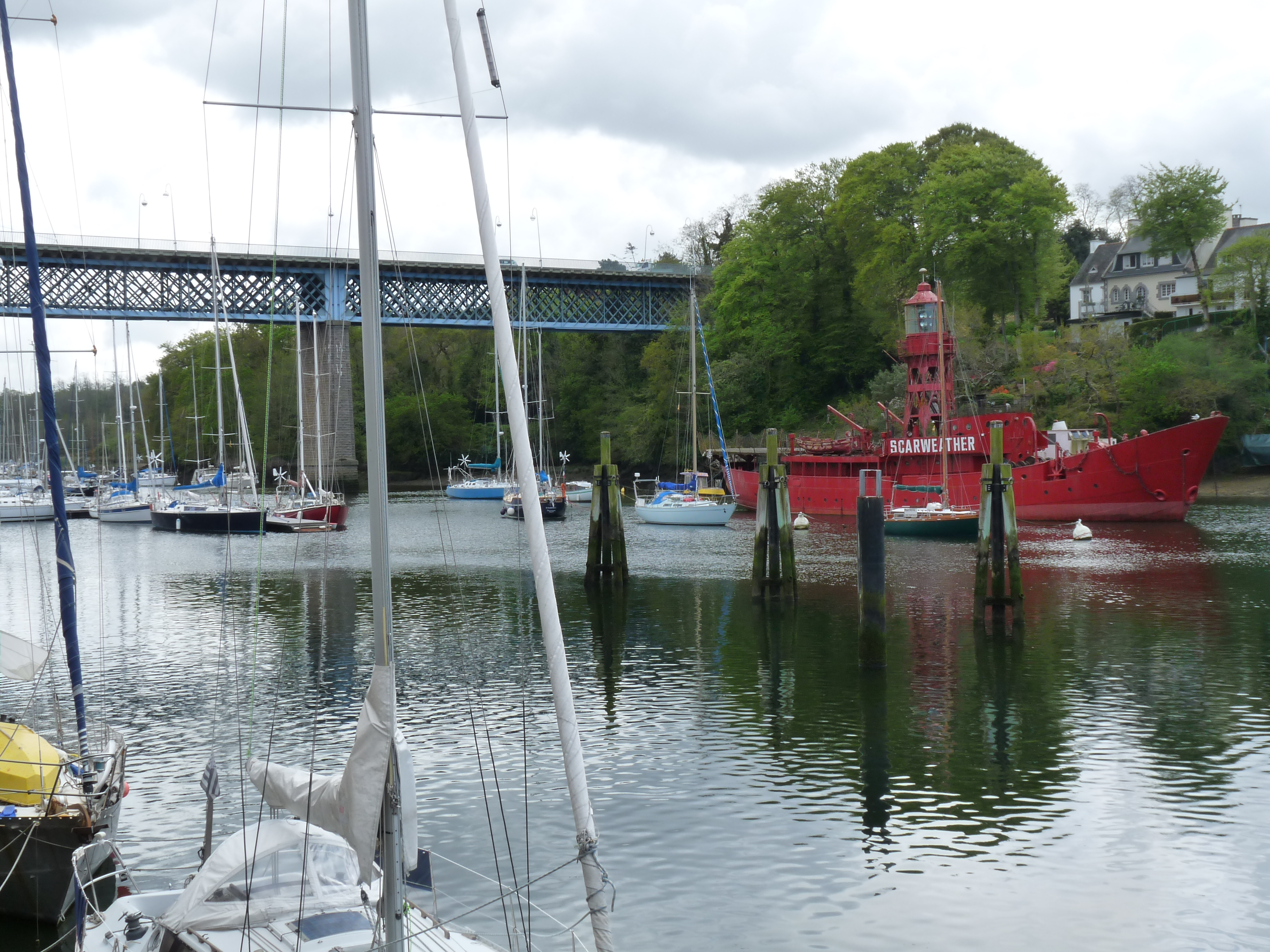
Le Scarweather, en aval du viaduc.

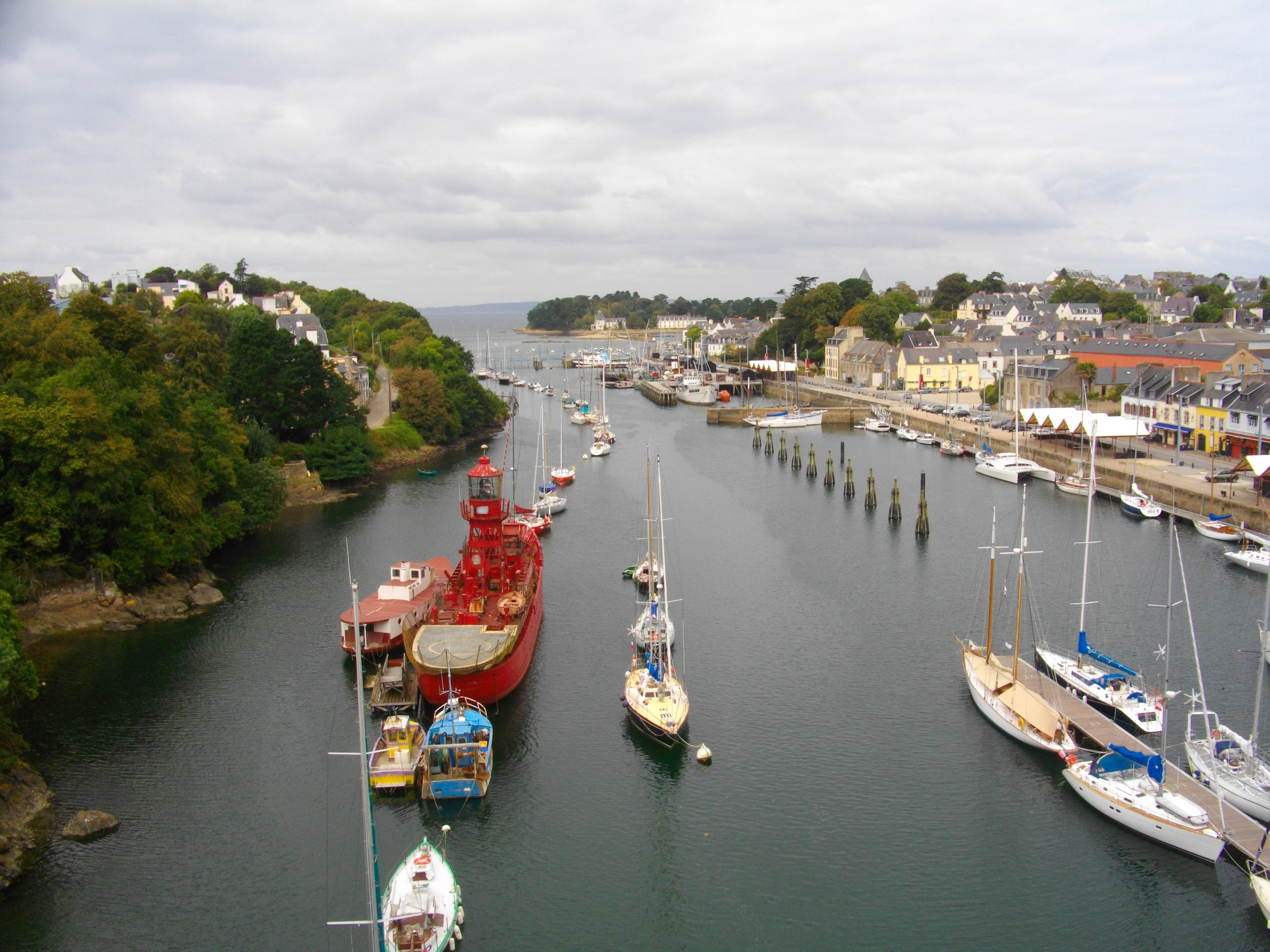
Vue sur l'estacade du Port-Musée depuis le viaduc.

Depuis, le Port-Rhu est devenu pour moitié un musée de bateaux anciens à flot, le port-musée de Douarnenez ; et pour l'autre moitié un port de plaisance en complément de celui de Tréboul.
Des petits chantiers de construction et de réparation de bateaux  traditionnels s'y sont maintenus, comme Les Ateliers de l'Enfer, Charpentiers de grève, Les gréements d'Ys, l'association Treizour, le Skellig (sloop langoustier à voile, construit par le chantier associatif Un langoustier pour Douarnenez) et l'Atlantic Yacht Club.
Le musée, avec sa nouvelle estacade, présente des bateaux à flot, juste avant la passerelle Jean Marin. Dans une ancienne conserverie il présente plus de 1 000 m2 d'exposition.
Enfin, un typique cimetière à bateaux recueille les épaves des anciens bateaux en bois du port.